# Секотан
Секотани су „изумрли” алгонквински народ, били су староседеоци источне обале Северне Америке. Насељавали су полуострво Албемарл, насеља Секотан, Акваскогок, Помеиок, Дасамонгпок, Роанок, као и насеља Сектакок, Котан, Трамаскукок, Меквопен на североистоку данашње америчке државе Северне Каролине уз обалу Атлантског океана. Према мапи коју је 1585. нацртао Џон Вајт (који је касније постао гувернер колоније Вирџинија), суседи су им били народи Вепемеок и Чованок. Говорили су каролиншкоалгонквинским језиком, који припада источној грани алгонквинских језика. Иако су као посебан народ престали да постоје имају своје потомке (мешаног порекла), који живе на традиционалној секотанској територији.

## Историја

### Први контак са Енглезима
До првог контакта са Енглезима дошло је 1584. Сер Волтер Рали је 1584. организовао експедицију чији је циљ био проналажење погодног места за оснивање колоније у Северној Америци. Капетан Артур Барлоу и Филип Амадас су напустили Енглеску 27.4.1584. на два брода, да би 4.7.1584. допловили до обала данашње Северне Каролине. Пловили су још 193 km до проналаска реке која се улива у Атлантски океан, да би се на крају искрцали на обали острва са спољне стране лагуне Памлико. На обали их је дочекала већа група Секотана на челу са вероансом (врховним поглавицом) Вингином. Са неколицином домородаца су отпловили на север до секотанског села на острву Роаноак. Где су према Барлоу дочекани са великим гостопримством и великодушношћу. Барлоу је описао становнике села као „нежне, пуне љубави и верне, као људе који су лишени лукавства и издајства и као такви живе начином живота златног доба”.
Упркос потешкоћама у комуникацији, енглески истраживачи су успели да убеде двојицу домородаца, поглавицу Роанока Ванчиза и поглавицу Кроатоана Мантеа да са њима отпутују назад у Лондон, да би известили о условима у Новом свету који су истражили и о томе коју би корист Енглеска имала од те територије.
Након што су безбедно допловили до Енглеске, два Индијанца су постала сензација на двору. Сер Ралијев приоритет није био публицитет већ је то било прикупљање обавештајних података о новој колонији Вирџинији (обухватала је и данашњу Северну Каролину) и ограничио је приступ двојици Индијанаца. Ангажовао је научника Томаса Хариота да растумачи и научи каролиншкоалгонквински језик уз помоћ фонетског алфабета који је био његов изум.
И Ванчиз и Мантео су били смештени у Ралијевој лондонској резиденцији Дурам Хаус. За разлику од Мантеа, Ванчиз није био заинтересован за учење енглеског језика и није се спријатељио са својим домаћином. Он је остао сумњичав према Енглезима и њиховим стварним мотивима у Новом свету. Убрзо је почео себе да доживљава као заробљеника Енглеза пре него као њиховог госта. До божића 1584. Хариот је био у стању да разговара на каролиншкоалгонквинском језику са двојицом домородаца, од којих је Мантео био много кооперативнији него Ванчиз. Хариот и Мантео су провели много времена у друштву један другог, Хариот је пажљиво испитао Мантеа о животу у Новом свету и сазнао је много тога што је могло да буде од користи енглеским насељеницима.

### Повратак на Роанок
Мантео и Ванчиз су се вратили у Нови свет 9.априла 1585. на броду Тигар капетана сер Ричарда Гренвила (рођак Волтера Ролија), који је био део експедиције под командом сер Ралфа Лејна, који је са флотом од 7 бродова послат да оснује прву енглеску војну колонију у Северној Америци на острву Роанок, до топлих вода Кариба стигли су за само 21 дан. Хариот је као преводилац такође учествовао у експедицији.
Трећег јула 1585. након искрцавања на острву Вококон, Гренвил је послао извидницу под вођством поглавице Ванчиза на острво Роанок, да пренесе вести о њиховом доласку вероансу Вингини. Тада је поглавица Ванчиз побегао од Енглеза и вратио се у Дасамонгпок, где је подстицао пружање отпора Енглезима. Шестог јула Гренвил је послао Џона Арундела са поглавицом Мантеом као водичем да врати Ванчиза, али становници Дасамонгпока то нису прихватили.
Након почетног истраживања обале континента и секотанских насеља, Гренвил је оптужио становнике села Акваскогок за крађу сребрног пехара и у знак одмазде је опљачкао и спалио село.
Упркос овом инциденту и недостатку хране, Лејн и 107 других насељеника је искрцано на острву Роанок 17. августа 1585. да би основали колонију на северном крају острва. Ту су изградили малу тврђаву. Скоро истог тренутка Гренвил и посада су отпловили за Енглеску, обећавши да ће се вратити априла 1586. са већим бројем људи и залихама. Убрзо је остварен контакт са домороцима према којима су Енглези били сумњичави и оштри. У неколико наврата колонисти су киднаповали домороце да би изнудили храну и информације.
У априлу 1586. поглавица Ванчиз је прекинуо пријатељске односе са Енглезима, након чега је поглавица Мантео остао једини пријатељски домородачки поглавица. Вероанса Вингину је убио одсецањем главе један од Ралијевих људи Едвард Нуџент у лето 1586.
Гренвил се није вратио у априлу 1586. као што је обећао. У јуну због инцидента са украденим пехаром дошло је до секотанског напада на енглеску тврђаву, који су колонисти успели да одбију.‍:5 Такође је у јуну сер Франсис Дрејк допловио до острва Роанок и понудио Лејну и његовим људима да их врати у Енглеску, што је Лејн прихватио због смањене количине залиха хране и повећане напетости између Енглеза и Секотана. Насељеници су са острва Роанок први донели у Енглеску кукуруз, кромпир и дуван. У енглеску луку Портсмут допловили су 28. јула 1586. ‍:5
Гренвил је допловио са залихама недуго након што је Дрејкова флота испловила са колонистима. Након што је наишао на напуштену колонију, Гренвил се вратио са главнином својих снага у Енглеску. Када је Гренвил напустио Роанок, иза себе је оставио петнесторицу искусних војника који је требало да очувају британско присуство на острву.
Када се гувернер Џон Вајт (који је први пут 1585. отишао на Роанок као сликар и картограф) вратио на Роанок 1587. покушао је да нађе војнике али је нашао само њихове кости. Вајт је убрзо успоставио контакт са пријатељским домороцима Кроатоанима предвођеним поглавицом Мантеом, који му је пренео да су петнесторицу војника убили непријатељски секотански ратници (насеља Секотан, Акваскогок и Дасамонгпок) тако што су изабрали време и место напада „које им је пружало највећу предност”.

### Догађаји пре контакта са Енглезима
У извештају свом послодавцу Волтеру Ралију, Барлоу је пренео већи број значајних догађаја који су се десили пре њиховог доласка у земљу Секотана.
Барлоу је током експедиције водио белешке о сукобима између различитих група домородаца. Једна од забелешки је била и прича вероанса Вингине (врховног поглавице Секотана) о сукобу са суседним народом Нјусиок, које је насељавало подручје око ушћа реке Нјус. Према Вингини, Секотани су годинама били у рату са Нјусиоцима, а „неколико година раније” (неколико година пре сусрета са Енглезима) он се састао са нјусиочким краљем да би договорио успостављање трајног мира. Двоје вођа је договорило гозбу којој би присуствовале обе групе. Непознат број мушкараца Секотана и 30 жена присуствовало је гозби у граду Нјусиок. Изненада Нјусиоци су напали Секотане и до тренутка када је борба завршена, Нјусиоци су побили све мушкарце, поштедевши само жене и децу (које су задржали као робове). О истом догађају говорили су и поглавице Мантео и Ванчиз Томасу Хариоту. Њему су они пренели и да је краљ Нјусиока у савезу са краљем Пиамакумом из суседне земље Помовик. За земљу Секотана су навели да се звала Вингандаква.

### 17. век
Секотани су остали у истој области до 1644—1645, када су их напали и протерали из њихових насеља колонисти из колоније Вирџинија током последњег од англо-похатанских ратова. Убрзо затим број енглеских колониста у тој области је почео да се значајно повећава. Након чега је 1663. и званично створена провинција Каролина.

### 18. век
Секотани су касније помињани под именом Мачапунга. Око 1701. Мачапунге су имале само једно село Матамаскит које је имало 30 ратника. Током Таскарорског рата 1712-1713 Мачапунге су се борили против колониста заједно са својим суседима Коријима. Забележено је да су учествовали у пљачкама заједно са делом Таскарора. Мачапунге су 1713. убиле или отеле 20 особа, отете су одвели на острва Роанок и Кроатоан. На крају, део Таскарора који су били савезници Енглеза је поразио Мачапунге. Мачапунге су заједно са Коријима и другим непријатељским Индијанцима потписали мировни споразум 11.фебруара.1715. којим им је свима дозвољено да се населе у селу Матамаскит. До 1731. није било више од 20 породица Мачапунга (Секотана).